# ضهر الليسينة
ضهر الليسينةهي قرية لبنانية من قرى قضاء عكار في محافظة الشمال. يبلغ عدد سكانها 900 نسمة